# مونته‌ویدئو ۶۲۵۲
سیارک ۶۲۵۲ (به انگلیسی: 6252 Montevideo، نامگذاری:1992EV11) شش هزار و دویست و پنجاه و دومین سیارک کشف شده‌است که در ۶ مارس ۱۹۹۲ کشف شد.
قدر مطلق سیارک برابر ۱۳٫۹۰ است.